# Перстач товстий
Перстач товстий (Potentilla crassa) — вид квіткових рослин роду перстач родини розові (Rosaceae).

## Ботанічний опис
Багаторічна рослина до 25–40 см заввишки.
Стебла низькі, потовщені.

## Поширення в Україні
У дикому вигляді зустрічається на півдні степу та у Криму. Росте на сухих відкритих місцях, на оголеннях кам'янистих порід.